# Gmina Rudziniec
Gmina Rudziniec je vesnická gmina v okrese Gliwice, ve Slezském vojvodství. V letech 1975–1998 byla pod administrativou Katovického vojvodství.
Sídlo gminy je obec Rudziniec.

## Poloha
Gmina se nachází v západní části okresu Gliwice. Sousedí s městem:
- Gliwice, Kandřín-Kozlí, Pyskowice

a gminami:
- Toszek, Sośnicowice (okres Gliwice)
- Ujazd (okres Strzelecký)
- Bierawa (okres Kandřín-Kozlí)

## Obce
Na území gminy se nacházejí tyto vesnice:
Starostenské vesnice:
- Bojszów
- Bycina
- Chechło
- Kleszczów
- Ligota Łabędzka
- Łany
- Łącza
- Niekarmia
- Niewiesze
- Pławniowice
- Poniszowice
- Rudno
- Rudziniec (sídlo samosprávy)
- Rzeczyce
- Słupsko
- Taciszów
- Widów

## Povrch
Podle údajů z roku 2016 gmina zaujímala 24,18 % území okresu Gliwice a měla rozlohu 159,1 km2, z toho bylo:
- orná půda: 47 %
- lesní půda: 40 %
- ostatní (zástavby, komunikace ap.): 13 %

Terén je kopcovitý. Nejvyšším vrchem je kopec Góry Widowskie 242 m n. m.
Gminou protéká řeka Kłodnica a vede Hlivický vodní kanál. Na území gminy se nacházejí jezera Mały a Duży Zbiornik (Pławniowice) a Dzierżno Duże (Rzeczyce).

## Počet obyvatel
V gmině Rudziniec žije 9,2 % obyvatelstva okresu Gliwice.
| rok  | Počet osob | Počet osob | Ženy  | Ženy | Muži  | Muži | zdroj |
| ---- | ---------- | ---------- | ----- | ---- | ----- | ---- | ----- |
|      | celkem     | %          | počet | %    | počet | %    |       |
| 2002 | 10753      | 100        | 5509  | 51,2 | 5244  | 48,8 | [ 1 ] |
| 2009 | 10602      | 100        | 5466  | 51,6 | 5136  | 48,4 | [ 1 ] |
| 2016 | 10617      | 100        | 5422  | 51,1 | 5195  | 48,9 | [ 1 ] |

## Školství
Na území gminy Rudziniec se nacházejí pět mateřských školek (Rudziniec, Rudno, Pałwniowice, Słupsko a Kleszczów) a osm základních škol (Rudziniec, Rudno, Pałwniowice, Kleszczów, Bojszów, Poniszowice,Bycina a Chechło) a gymnázium Jana Pavla II (Rudziniec).

## Památky
- Kostel Narození svatého Jana Křtitele a Panny Marie Čenstochovské v Poniszowicích, dřevěný kostel z 15. století
- Pozůstatky hradu v Pławniowicích, zámek z 14. století
- Palácový a parkový komplex v Pławniowicích, Ballestremský palác a park z 19. století.

## Turistika
Gminou procházejí turistické trasy:
- Stezka Gliwické země
- Okružní stezka kolem Gliwic
- Sośnicowická stezka
- Stezka dřevěné architektury ve Slezsku

## Transport

### Železniční doprava
Gminou prochází železnice Opolí–Katovice a Katovice – Kandřín-Kozlí s železniční stanicí Rudziniec-Gliwicki.

### Silniční doprava
Gminou Rudziniec vede silnice evropského významu, dálnice, státní a vojvodské silnice.

#### Dálnice
- A4

#### Evropská silnice
- E40

#### Státní silnice
- DK40 (státní hranice ČR – Hlucholazy – Prudník – Kandřín-Kozlí – Ujazd – Pyskowice)[4]
- DK 88 (Silnice vede přes Sieroniowice, Nogawczyce, Kleszczów, Gliwice, Zabrze)[5]
- DK 94 (původní A4 změněna na státní silnici 94 po výstavbě nové A4.) V gmině Rudziniec protíná vojvodskou silnici 907 na úseku Niewiesze - Toszek.[6]

#### Silnice vojvodské
- č. 907 Niewiesze - Toszek - Wielowieś - Kieleczka - Tworóg - Brusiek - Koszęcin - Boronów - Konopiska - Wygoda[7]

### Vodní cesty
Územím gminy Rudziniec vede Hliwický průplav se zdymadlem v Rudzinci, s dvojicí dvoukomorových zdymadel, rozdíl hladin je 6,25 m. Komory zdymadla jsou dlouhé 71,80 m a široké 12,00 m.